# Steinweg 76 (Quedlinburg)

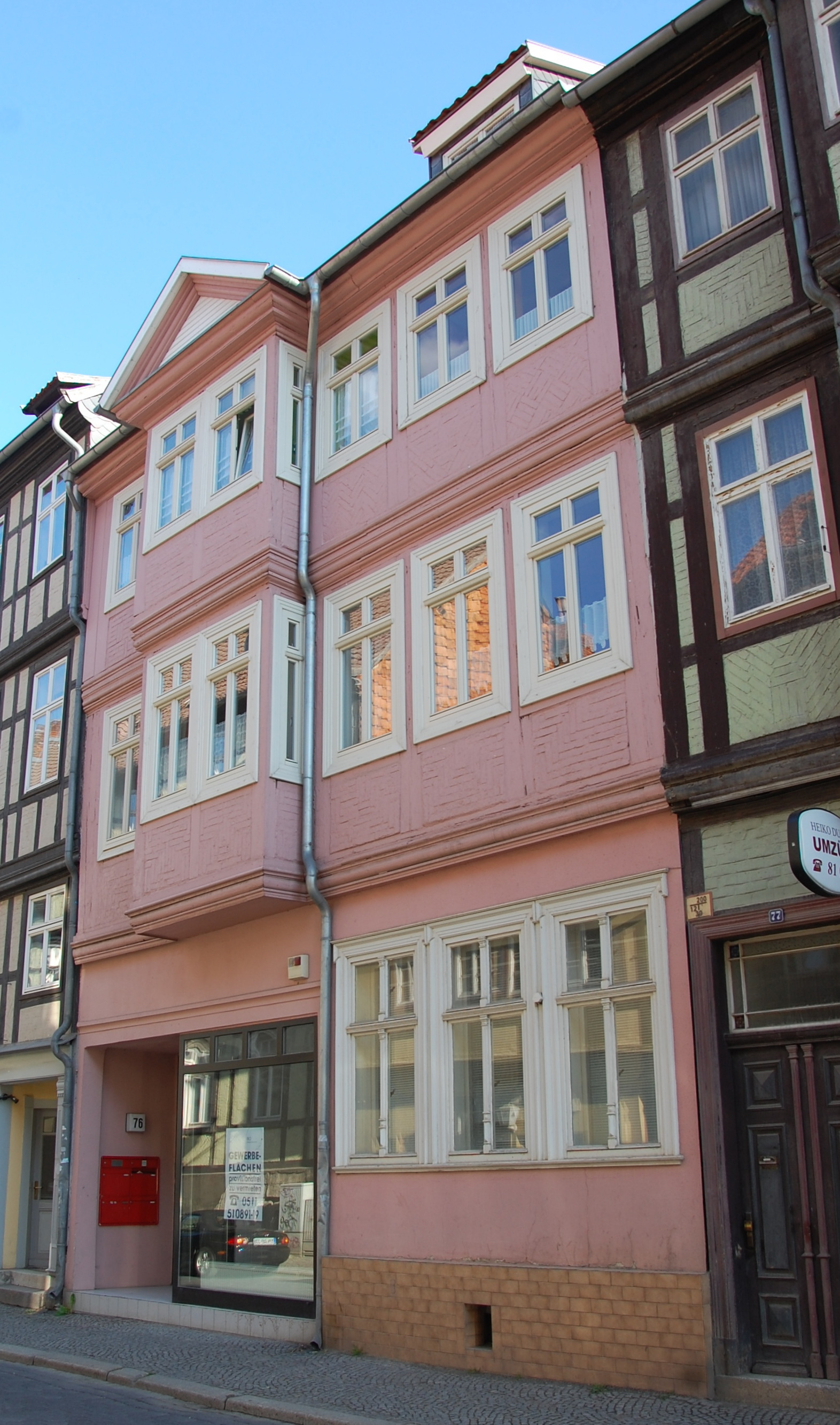
Haus Steinweg 76

Das Haus Steinweg 76 ist ein denkmalgeschütztes Gebäude in der Stadt Quedlinburg in Sachsen-Anhalt.

## Lage
Es befindet sich in der historischen Quedlinburger Neustadt auf der Südseite des Steinwegs und gehört zum UNESCO-Weltkulturerbe. Im Quedlinburger Denkmalverzeichnis ist es als Kaufmannshaus eingetragen. Westlich grenzt das gleichfalls denkmalgeschützte Haus Steinweg 77 an.

## Architektur und Geschichte
Das dreigeschossige Fachwerkhaus entstand in der Zeit des Spätbarock. Markant ist ein vor den oberen Geschossen angeordneter Kastenerker. Als zierende Elemente finden sich eine kräftige Profilbohle sowie Zierausmauerungen der Gefache. In der Gründerzeit wurden die Fenster des Hauses vergrößert.
Anfang des 21. Jahrhunderts erfolgte eine Sanierung.